# Melanolophia rindgei
Melanolophia rindgei är en fjärilsart som beskrevs av Claude Herbulot 1976. Melanolophia rindgei ingår i släktet Melanolophia och familjen mätare. Inga underarter finns listade i Catalogue of Life.